# Ograda, Bloke
Ograda este o localitate din comuna Bloke, Slovenia, cu o populație de 4 locuitori.